# Sam Peckinpah
David Samuel Peckinpah, dit Sam Peckinpah, né le 21 février 1925 à Fresno  (Californie) et mort le 28 décembre 1984 à Inglewood (Californie), est un scénariste et réalisateur américain.

## Biographie
(février 2024).
 (février 2024).
- Si vous ne connaissez pas le sujet, laissez ce bandeau (vous pouvez alors contacter les auteurs).
- Si vous supprimez le contenu mis en cause (vous pouvez préalablement contacter les auteurs),

argumentez précisément cette suppression dans la page de discussion
(un manque de référence n'est pas un argument ; une recherche réelle de référence doit avoir été effectuée, être formellement documentée).

### Jeunesse
Sam Peckinpah prétendait avoir un grand-père indien, ce qui a été démenti par les membres de sa famille et ses biographes. Enfant, il fait souvent l'école buissonnière pour chasser dans la campagne.

### Guerre
Engagé dans les Marines en 1943, il est envoyé en Chine dans un rôle de soutien. Il ne combat pas mais assiste aux actions de guerre entre la Chine et le Japon.

### Début de carrière
Sam Peckinpah commence sa carrière au cinéma au milieu des années 1950 en tant qu'assistant de Don Siegel, avec qui il travaille notamment sur le drame carcéral Les Révoltés de la cellule 11 et le célèbre L'Invasion des profanateurs de sépultures, dans lequel il tient d'ailleurs un petit rôle.
Du cinéma, il passe à la télévision, scénarisant ou réalisant des épisodes de séries comme Gunsmoke et L'Homme à la carabine. Au début des années 1960, toujours pour la télévision, il conçoit la série The Westerner (en) dont il est aussi producteur et principal réalisateur. Cependant, la série s'interrompt après seulement douze épisodes.
C'est à partir des années 1960 qu'il réalise des films et gagne la réputation d'enfant terrible à Hollywood. Ce qu'il montre est d'une violence extrême, et sujet à des interprétations contradictoires. C'est cependant moins le sang répandu que la valeur sociale d'une violence rédemptrice et libératrice qui choque.

### Passage au cinéma
Après sa longue carrière à la télévision, Sam Peckinpah réalise son premier film, le western New Mexico.  Il tourne ensuite Coups de feu dans la Sierra (1962). Le film met en vedette les vétérans Joel McCrea et Randolph Scott, dont ce sera la dernière apparition à l'écran. Coups de feu dans la Sierra est un western élégiaque qui consacre la fin des grands mythes du genre.
Son film suivant Major Dundee (1965) — dont la version director's cut de 160 minutes est mutilée de près de 40 minutes par le producteur Jerry Bresler — ne rencontre à sa sortie qu'un succès mitigé malgré la présence de Charlton Heston et de Richard Harris. Peckinpah s'apprête ensuite à réaliser Le Kid de Cincinnati (The Cincinnati Kid), mais, ayant eu des démêlés avec les producteurs, il est remplacé par Norman Jewison après quelques jours de tournage.

### Apogée
Puis il réalise La Horde sauvage (1969), peut-être son film le plus représentatif, un western élégiaque et ultra-violent pour l'époque.  « Au début, un massacre. À la fin, un carnage », écrira le critique de L'Express. Le film, qui est aujourd'hui l'œuvre la plus célèbre de Peckinpah, fait naître une controverse : l'extraordinaire violence qui y règne, magnifiée par des effets visuels parfois excessifs, fut interprétée comme l'apologie d'une sorte de « fascisme » élémentaire, alors qu'il s'agit d'un témoignage profondément tragique sur certains aspects essentiels de la nature humaine.
La démarche est la même dans Les Chiens de paille (1971), film que Peckinpah tourne en Angleterre et où un jeune mathématicien américain pacifiste, incarné par Dustin Hoffman, se voit contraint de puiser en lui un instinct de tueur dont il ignorait l'existence.
Entre La Horde sauvage et Les Chiens de paille, Peckinpah réalise Un nommé Cable Hogue, un western dans lequel on retrouve Jason Robards et David Warner.  À sa sortie, la critique est unanime à remarquer que, cette fois-ci, le ton est beaucoup plus léger et la violence beaucoup moins présente.  Gaillard et picaresque, le film est tout de même teinté d'une certaine mélancolie.  Aux États-Unis, Un nommé Cable Hogue est cependant un échec commercial.
En fait, et ceci apparaît clairement dans Un nommé Cable Hogue, c'est la liberté, beaucoup plus que la violence, qui est la préoccupation majeure de Peckinpah. Dans Junior Bonner, le dernier bagarreur (1972) et dans Guet-apens (1972), tous deux interprétés par Steve McQueen, elle trouve même une expression pathétique, atteignant à une poésie farouche et exaltée dans le second film.
Après Guet-apens, Peckinpah va au Mexique pour y tourner ce qui sera son dernier western, Pat Garrett et Billy le Kid.  Une fois encore, Peckinpah voit le montage final lui échapper et désavoue le film.  Ce n'est qu'en 1988 qu'une version plus conforme à la vision du réalisateur sera diffusée en cassettes.
Suit le film Apportez-moi la tête d'Alfredo Garcia (1974) son film le plus sombre.  Peckinpah signe également l'un des films de guerre les plus nihilistes : Croix de fer (1977).  Filmé d'une manière moderne dans un style qui oscille entre le documentaire caméra à l'épaule et le western, le film est d'une originalité sans pareille, situant l'action côté allemand sur le front soviétique.  Échec relatif aux États-Unis, le film marche beaucoup mieux en Europe.
Peckinpah enchaine avec Le Convoi, comédie dramatique contemporaine se déroulant dans le milieu des camionneurs.  Le film met en vedette Kris Kristofferson, Ali MacGraw ainsi qu'Ernest Borgnine, un ancien de La Horde sauvage.  Comme d'habitude, le tournage est plutôt mouvementé.  À sa sortie, le film est tièdement reçu par la critique qui lui reproche la minceur de son sujet.  Paradoxe : Le Convoi sera le plus gros succès commercial de la carrière de Peckinpah.

### Déclin
Après Le Convoi, et malgré le succès du film, Sam Peckinpah passe plusieurs années sans tourner.  Son intransigeance sur un plateau, son alcoolisme notoire, ses multiples démêlés avec les producteurs ont fini par entacher sa réputation.  Cependant, en 1982, il remplace pendant quelques jours son ancien mentor, Don Siegel, victime d'une crise cardiaque pendant le tournage de La Flambeuse de Las Vegas.
Il faut attendre jusqu'en 1983 pour voir ce qui sera le dernier film de Peckinpah.  Il finit tout de même sa carrière avec l'extraordinaire Osterman week-end (1983), drame mêlant affaires d'espionnage et manipulations politiciennes. De son propre aveu, il estime  que ce film, disposant pourtant d’un bon casting, est massacré par les producteurs. Peckinpah a toujours eu des relations difficiles avec l’industrie du cinéma et Hollywood.
Peu avant sa mort, Sam Peckinpah travaillait sur un scénario de Stephen King, sa première incursion dans le cinéma fantastique depuis sa participation en tant qu'assistant à L'Invasion des profanateurs de sépultures, de Don Siegel. Le projet fut abandonné après son décès.
Alcoolique, c'est aussi l'abus de drogues comme la cocaïne qui l'obligea à recevoir un stimulateur cardiaque et le fit mourir[pas clair].
Controversée, et mouvementée, l'œuvre de Sam Peckinpah a symbolisé le formidable déferlement de violence baroque qui a marqué le cinéma américain des années 1960, au point de faire oublier qu'elle comportait également de bouleversants moments de tendresse et de mélancolie.
Sam Peckinpah influencera notamment Quentin Tarantino et le maître de l'horreur John Carpenter qui rend un hommage ouvert à La Horde sauvage dans son film Vampires sorti en 1998. Il est aussi cité dans Mon nom est Personne, où les « méchants » sont nommés par Personne « La horde sauvage », puis, plus tard dans le film, dans un cimetière, Personne lit le nom de Sam Peckinpah sur une croix, avant d'en trouver une autre avec le frère de Beauregard.

## Filmographie

### Assistant-réalisateur
- 1956 : L'Invasion des profanateurs de sépultures (Invasion of the Body Snatchers) de Don Siegel.

### Réalisateur

#### Télévision
- 1958 : La Flèche brisée (Broken Arrow), épisode The Transfer
- 1958-1959 : L'Homme à la carabine (The Rifleman), quatre épisodes
- 1959-1960 : Zane Grey Theatre, trois épisodes
- 1960 : The Westerner (en) (série tv, également créateur-producteur de la série) : épisodes 6, 12, 13
- 1960 : Klondike (mini-série tv)
- 1961 : Route 66, saison 2, épisode 9 Mon petit chou.

#### Cinéma
- 1961 : New Mexico (The Deadly Companions)
- 1962 : Coups de feu dans la Sierra (Ride the High Country)
- 1965 : Major Dundee
- 1969 : La Horde sauvage (The Wild Bunch)
- 1970 : Un nommé Cable Hogue (The Ballad of Cable Hogue)
- 1971 : Les Chiens de paille (Straw Dogs)
- 1972 : Junior Bonner, le dernier bagarreur (Junior Bonner)
- 1972 : Guet-apens (The Getaway)
- 1973 : Pat Garrett et Billy le Kid (Pat Garrett & Billy the Kid)
- 1974 : Apportez-moi la tête d'Alfredo Garcia (Bring Me the Head of Alfredo Garcia)
- 1975 : Tueur d'élite (The Killer Elite)
- 1977 : Croix de fer (Cross of Iron)
- 1978 : Le Convoi (Convoy)
- 1983 : Osterman week-end (The Osterman Weekend)

### Acteur
- 1955 : Dial Red O (en) de Daniel B. Ullman (en) : cuisinier au dîner
- 1955 : An Annapolis Story de Don Siegel : pilote
- 1955 : Un jeu risqué (Wichita) de Jacques Tourneur : caissier à la banque
- 1956 : L'Invasion des profanateurs de sépultures (Invasion of the Body Snatchers) de Don Siegel : Charlie
- 1972 : Junior Bonner, le dernier bagarreur (Junior Bonner) de lui-même : l'homme au bar du palace
- 1973 : Pat Garrett et Billy le Kid (Pat Garrett & Billy the Kid) de lui-même : Will, fabricant de cercueils
- 1978 : Le Convoi (Convoy) de lui-même : le réalisateur d'actualités
- 1978 : China 9, Liberty 37 de Monte Hellman : Wilbur Olsen, romancier
- 1979 : Le Visiteur maléfique (The Visitor./Stridulum) de Giulio Paradisi : Docteur Sam Collins
- 1980 : La Porte du paradis (Heaven's Gate) de Michael Cimino : le bourreau (scènes supprimées)
- 1983 : Osterman week-end (The Osterman Weekend) de lui-même : l'aide de Maxwell Danforth

## Box-office
Durant sa carrière, Sam Peckinpah a eu un accueil fluctuant au box-office américain, obtenant ses plus grands succès commerciaux avec Guet-apens (1972) et Le Convoi (1978). En France, La Horde Sauvage demeure son meilleur score sur le territoire français avec plus de 1,8 million d'entrées. Quatre autres de ses films ont atteint le seuil du million d'entrées.
Le réalisateur a toutefois obtenu des succès en Espagne, comme Un nommé Cable Hogue (1970), qui fut un échec commercial aux États-Unis, a réuni plus d'un million d'entrées sur le territoire espagnol, tandis que La Horde Sauvage (1969) est comme en France le meilleur score de Peckinpah en Espagne. En Allemagne, Croix de Fer (1977) et Le Convoi (1978) ont réuni plus de 3 millions d'entrées.
| Film                                         | Budget       | États-Unis   | France            | Monde        |
| -------------------------------------------- | ------------ | ------------ | ----------------- | ------------ |
| Coups de feu dans la Sierra (1962)           | 750 000 $    | 2 000 000 $  | 1 067 116 entrées | NC           |
| Major Dundee (1965)                          | 3 800 000 $  | 4 510 000 $  | 1 361 855 entrées | NC           |
| La Horde sauvage (1969)                      | 6 000 000 $  | 10 500 000 $ | 1 803 062 entrées | NC           |
| Un nommé Cable Hogue (1970)                  | 3 700 000 $  | 3 500 000 $  | 368 577 entrées   | 5 000 000 $  |
| Les Chiens de paille (1971)                  | 2 200 000 $  | 8 000 000 $  | 820 115 entrées   | NC           |
| Junior Bonner, le dernier bagarreur (1972)   | 3 200 000 $  | 4 040 000 $  | 215 528 entrées   | NC           |
| Guet-apens (1972)                            | 3 300 000 $, | 36 734 619 $ | 1 301 616 entrées | NC           |
| Pat Garrett et Billy le Kid (1973)           | 4 600 000 $  | 8 000 000 $  | 410 955 entrées   | 11 000 000 $ |
| Apportez-moi la tête d'Alfredo Garcia (1974) | NC           | NC           | 208 091 entrées   | NC           |
| Tueur d'élite (1975)                         | NC           | 9 090 000 $  | 227 221 entrées   | NC           |
| Croix de fer (1977)                          | 6 000 000 $  | 1 509 000 $  | 402 509 entrées   | NC           |
| Le Convoi (1978)                             | 12 000 000 $ | 45 000 000 $ | 1 277 071 entrées | NC           |
| Osterman week-end (1983)                     | NC           | 6 486 797 $  | 237 769 entrées   | NC           |

#### En français
- Gérard Camy, Sam Peckinpah : un réalisateur dans le système hollywoodien des années soixante et soixante-dix, Paris/Montréal, Harmattan, 1997, 236 p. (ISBN 2-7384-5823-8, lire en ligne).
- François Causse, Sam Peckinpah, la violence du crépuscule, Paris, Dreamland, 2001, 231 p. (ISBN 2-910027-72-4).
- Jean-François Fourny, Les tourments de Samuel Peckinpah : du vieil Ouest à l'état de sécurité nationale, Biarritz, Séguier, 2009, 107 p. (ISBN 978-2-84049-565-9).
- Fabrice Revault, La Horde sauvage de Sam Peckinpah : Nietzsche US, Yellow Now, collection « Côté films », 2007, 108 p. (ISBN 978-2-87340-211-2).
- Jean-Baptiste Thoret, Le Cinéma américain des années 1970, Cahiers du Cinéma, 2006.
- Collectif, Feux croisés : Le cinéma américain vu par ses auteurs (1946-1997), Actes Sud Beaux Arts / Institut Lumière, 1997 (ISBN 978-2-7427-1361-5).

#### En anglais
- (en-US) Michael Bliss, Justified Lives : Morality and Narrative in the Films of Sam Peckinpah, Southern Illinois University, 1993  (ISBN 0809318237) (extraits).
- (en) Michael Bliss, Doing it Right : The Best Criticism on Sam Peckinpah, SIU Press, 1994  (ISBN 0809318636) (extraits).
- (en-US) Garner Simmons, Peckinpah, A Portrait in Montage, University of Texas Press, 1982  (ISBN 0-292-76493-6).
- (en-US) Kevin J. Hayes, Sam Peckinpah : interviews, University Press of Mississippi, 2008  (ISBN 978-1-934110-63-8) (extraits).
- (en) Stephen Prince, Sam Peckinpah's The Wild Bunch, Cambridge Film Handbooks, 1999  (ISBN 9780521586061) (extraits).
- (en-US) Stephen Prince, Savage cinema : Sam Peckinpah and the rise of ultraviolent movies, Austin (Texas)., University of Texas Press, 1998, 282 p. (ISBN 0-292-76582-7).
- (en-US) David Weddle, If they move...Kill'em ! The Life and Times of Sam Peckinpah, Grove Press, 1994  (ISBN 0802137768) (extraits).